# Ecotona
Ecotona Lin, Zhang & Wang, 1989 è un genere di ragni fossili appartenente alla famiglia Thomisidae.

## Caratteristiche
Genere fossile risalente al Neogene. I ragni sono costituiti da parti molli molto difficili da conservare dopo la morte; infatti i pochi resti fossili di aracnidi sono dovuti a condizioni eccezionali di seppellimento e solidificazione dei sedimenti.

## Distribuzione
Le specie sono state rinvenute nel giacimento cinese di Shanwang, nella regione orientale dello Shandong.

## Tassonomia
Genere inizialmente descritto negli Araneidae, a seguito di un lavoro degli aracnologi Zhang, Sun & Zhang del 1994, è stato trasferito nei Thomisidae.
A maggio 2014, di questo genere fossile sono note tre specie:
- Ecotona brunnea Zhang, Sun & Zhang, 1994 †, Neogene
- Ecotona pilulifera Zhang, Sun & Zhang, 1994 †, Neogene
- Ecotona transipeda Lin, Zhang & Wang, 1989[2] †, Neogene